# Iven
Iven es un municipio situado en el distrito de Pomerania Occidental-Greifswald, en el estado federado de Mecklemburgo-Pomerania Occidental (Alemania), a una altitud de 14 metros. Su población a finales de 2016 era de 200 habs. y su densidad poblacional, 12 hab/km².
El general sajón-polaco Georg Detlev von Flemming (1699-1771) nació en esta localidad.